# Entephria veletaria
Entephria veletaria är en fjärilsart som beskrevs av Eugen Wehrli 1926. Entephria veletaria ingår i släktet Entephria och familjen mätare. Inga underarter finns listade i Catalogue of Life.